# Koksilah (Columbia Britannica)
Koksilah è una comunità situata appena a Sud-Est della città  di Duncan, in Columbia Britannica, Canada. Essa prende il nome dal fiume Koksilah, nome che aveva dato il popolo Hwulqwselu, uno dei popoli di quest'area parlanti la lingua Hunqinum, oggi organizzati sotto il governo della banda Cowichan Tribes.